# Le indagini del comandante Saint Barth
Le indagini del comandante Saint Barth (Commandant Saint-Barth) è una miniserie televisiva franco-belga diretta da Denis Thybaud e scritta da Anouk Filippini e Hugo Nathan-Murat. È stata trasmessa per la prima volta in Belgio il 10 novembre 2024 su La Une, in Svizzera su RTS Un il 17 novembre 2024 e in Francia il 21 novembre 2024 su TF1. In Italia è andata in onda su Sky Investigation dal 17 giugno al 1º luglio 2025.
La serie è una coproduzione di Federation Studio France, TF1, Be-FILMS e RTBF, realizzata con il sostegno della regione Guadalupa.

## Personaggi e interpreti
- Comandante Gabriel Saint-Barthélémy, detto Saint-Barth, interpretato da Florent Peyre, doppiato da Ruggero Andreozzi.
- George Mondesir, interpretata da Philypa Phoenix, doppiata da Jessica Bologna.
- Auguste Ventura, interpretato da Yannig Samot, doppiato da Marco De Risi.
- Maestra Avril Rosier, interpretata da Joyce Bibring
- Lou Rosier, interpretata da Margot Heckmann
- Charlie Koster, interpretata da Rossana Bret, doppiata da Silvia Barone.
- Théo Solveg, interpretato da Nathanaël Beausivoir, doppiato da Omar Vitelli.
- Clothaire Rosier, interpretato da Matthias Van Khache
- Déborah Cazaux, interpretata da Clarisse Lohni-Botte
- Diane Baccara, interpretata da Élodie Frenck, doppiata da Alessandra Cerruti.

## Puntate
| nº | Titolo originale                 | Titolo italiano                     | Prima TV Belgio  | Prima TV Italia |
| -- | -------------------------------- | ----------------------------------- | ---------------- | --------------- |
| 1  | Le mystère du cocotier vert      | Il mistero della palma verde        | 10 novembre 2024 | 17 giugno 2025  |
| 2  | Le mystère du gorille orange     | Il mistero del gorilla arancione    | 10 novembre 2024 | 17 giugno 2025  |
| 3  | Le mystère de la cage rouillée   | Il mistero della gabbia arrugginita | 17 novembre 2024 | 24 giugno 2025  |
| 4  | Le mystère du red cabriolet      | Il mistero della cabriolet rossa    | 17 novembre 2024 | 24 giugno 2025  |
| 5  | Le mystère du parachute doré     | Il mistero del paracadute dorato    | 24 novembre 2024 | 1º luglio 2025  |
| 6  | Le mystère de l'espadon pâlichon | Il mistero del surfista infilzato   | 24 novembre 2024 | 1º luglio 2025  |

## Produzione
La serie è stata creata e scritta da Anouk Filippini e Hugo Nathan-Murat e diretta da Denis Thybaud.
Le riprese si sono svolte per quattro mesi, a partire dal 29 gennaio 2024, a Sainte-Anne sull'isola di Grande-Terre, a Guadalupa.